# 長沼氏
長沼氏（ながぬまし）は日本の武家のひとつ。本姓は藤原氏。家系は藤原北家の末裔 鎮守府将軍藤原秀郷の血筋で小山氏の支族である。関東八屋形のひとつ。家紋は「左三つ巴」。
鎌倉時代は阿波守護を務め、室町時代は鎌倉公方 足利満兼から屋形号を与えられ関東八屋形のひとつに数えられた

## 概要
源頼朝に従った小山政光の次男宗政が下野国芳賀郡長沼（現・栃木県真岡市）に領地を得て長沼氏を称したのが始まりである。
宗政の長兄朝政は小山氏を継ぎ、弟の朝光は下総国結城に住み、結城氏の祖となった。また、朝光の五男朝良は下総国長沼（現・千葉県成田市長沼）に住んで下総長沼氏の祖先となった。
宗政は承久の乱で功績を挙げ淡路守護に任ぜられ、陸奥国や武蔵国などにも所領を与えられた。
南北朝時代に入ると、本国である下野長沼荘を維持することも困難となり、嫡流の秀直は所領のあった陸奥国長江荘（南山荘、現・福島県南会津町田島）に移住し、陸奥長沼氏と下野長沼氏に分かれた。秀直の子義秀は陸奥国において勢力を伸ばし、明徳2年（1391年）に陸奥国が鎌倉府の管轄下に入ると、いち早く鎌倉公方足利氏満の下に出仕して信任を得て、応永6年（1399年）に義秀の下野長沼荘領有が認められ（「皆川文書」19、長沼義秀宛足利満兼宛行状案）、鎌倉府の力を背景に下野長沼氏を排除して同荘に復帰した。この年、関東八屋形の制が定められ、長沼氏もその1つとなる。
ところが、義秀晩年に子満秀と孫憲秀に先立たれると、憲秀の子彦法師（実名不詳、受領名淡路守、法号生空）と弟の次郎（実名不詳）の間に家督争いが生じ（「皆川文書」11、長沼義秀宛足利持氏書状）、いったんは次郎が家督を継いだものの、彦法師の成人後に家督を奪回して次郎は奥州の足利満直の下に逃れた。永享の乱では次郎は幕府方、淡路守（彦法師）は鎌倉府方についたため、淡路守は幕府の追討対象となる。だが、直後の結城合戦においては結城氏に抵抗して幕府軍の到着まで持ちこたえたことが評価され、淡路守は赦免された。その後、宝徳3年（1451年）に管領畠山持国から関東管領上杉憲忠宛に出された御教書（上杉家文書）には、長沼淡路入道生空への支援が命じられている。だが、その直後に発生した関東管領と古河公方の間の戦いである享徳の乱において、下野国南部は古河公方の制圧下に置かれており、関東管領の支援を受けていた長沼氏嫡流は滅亡もしくは追放されたと考えられている。一方、次郎もしくはその子孫とみられる長沼氏の一流は古河公方に仕えて長沼荘から離れた下野国皆川荘（現栃木市）に移住して皆川氏を称した。戦国時代を生き抜いた皆川氏は、皆川広照が江戸時代の大名として残ったが、孫の時代に無嗣断絶した。